# Pfleiderer Leutkirch
Die Pfleiderer Leutkirch GmbH war als Thermopal GmbH bis 1983 ein eigenständiges, Holzwerkstoffe herstellendes Unternehmen in Leutkirch im Allgäu im Landkreis Ravensburg. Seit 2013 gehört das Unternehmen zur Pfleiderer-Gruppe, die den Firmensitz 2018 nach Neumarkt in der Oberpfalz verlegte.

## Geschichte
Im Jahre 1955 erwarb Hermann D. Krages das Areal des Zefa-Plattenwerkes in Leutkirch. Krages, der Sohn des Bremer Holzkaufmanns Louis Krages, war im Besitz von zwei weiteren Werken, die Hartfaserplatten herstellten. In Leutkirch wurden schwerpunktmäßig Hartfaserplatten mit Kunststoff beschichtet. Ende der 50er Jahre konnten in dem Werk die ersten Kunststoffpressplatten entwickelt werden. 1962 entschloss man sich zum Aufbau einer eigenen Spanplattenproduktion. Im Jahre 1976 waren zehn Pressen in Betrieb, die eine Tagesmenge von etwa 100.000 m² Kunststoffplatten herstellten. Diese fanden ihre Verwendung im Innenausbau, der Möbelindustrie und der Türenherstellung. Zu diesem Zeitpunkt waren in dem Unternehmen etwa 1.000 Mitarbeiter beschäftigt. Eine erste Beteiligung von Pfleiderer erfolgte 1983.
Im Jahre 2011 war die Thermopal GmbH eine von acht Tochtergesellschaften der Pfleiderer-Gruppe. In dem Leutkircher Werk waren 460 Mitarbeiter beschäftigt. Sie fertigten im Mehrschichtbetrieb verschiedenste Holzwerkstoffe. Das Firmenareal war 190.000 m² groß, davon 90.000 m² bebaut.
Zum 1. Januar 2013 wurde die Thermopal GmbH zur Pfleiderer Leutkirch GmbH umfirmiert und ist eine Tochtergesellschaft der Pfleiderer GmbH.

## Literatur

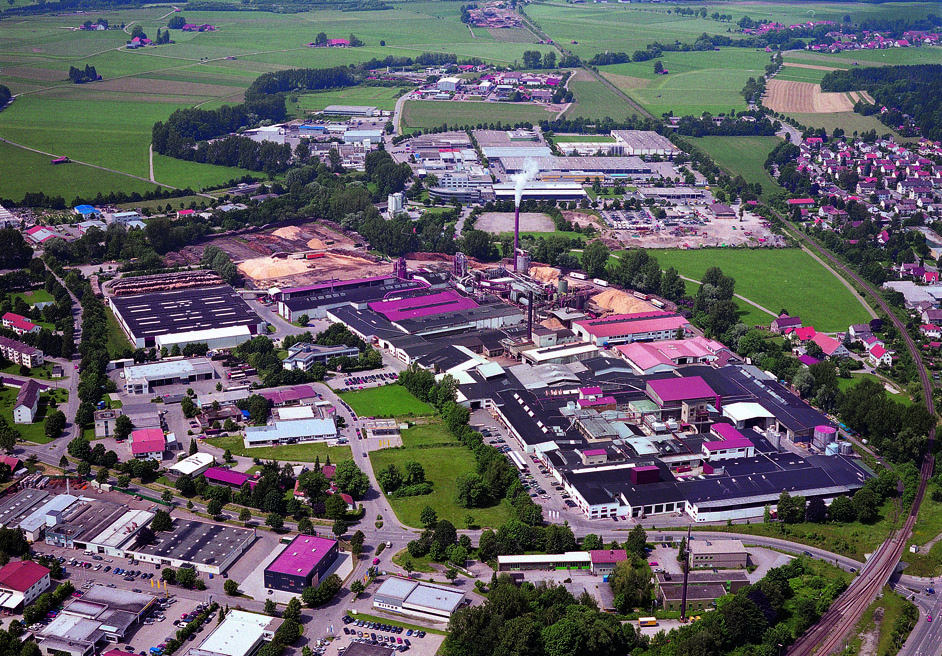
Das Werk in Leutkirch (2006)